# Giganthias
Giganthias ist eine Fischgattung aus der Gruppe der Fahnenbarsche, die im tropischen westlichen Pazifik von den südjapanischen Izu- und Ryūkyū-Inseln über Taiwan bis nach Indonesien vorkommt. Die Gattung wird meist den Sägebarschen (Serranidae) zugeordnet und dort in die Unterfamilie der Fahnenbarsche (Anthiadinae) gestellt, einige Autoren sind jedoch der Ansicht, dass sie in eine eigenständige, monotypische Familie gehören, die Giganthiidae. Da die Fische unterhalb der für Taucher zugänglichen Tiefen leben ist über ihre Lebensweise kaum etwas bekannt.

## Merkmale
Giganthias-Arten sind orange-rosa gefärbt mit einem hellen Bauch und einer gelben Rückenflosse. Sie werden 24 bis 42 cm lang. Die Gattung hat einen ovalen, seitlich abgeflachten Körper und einen schweren, breiten Kopf mit großem, schräg stehenden Maul und großen Augen. Der Rumpf ist mit großen Kammschuppen bedeckt. Mit Ausnahme der Region zwischen und vor den Augen, der Schnauze, des Unterkiefers und der Kehle ist der Kopf vollständig beschuppt. Die weichstrahligen Abschnitte von Rücken- und Afterflosse sind an der Basis beschuppt. Die Kiefer sind mit breiten Bändern bürstenförmiger Zähne besetzt. Felder großer, konischer Zähne befinden sich an den Spitzen der Kiefer und auf der Mitte der Unterkieferseiten. Die konischen Zähne der Männchen sind größer als die der Weibchen. Gaumen und Pharyngealia sind ebenfalls mit kleinen, bürstenförmigen Zähnen besetzt. Die Zunge ist durch zahlreiche kleine Stacheln rau. Das Präoperculum ist sowohl am hinteren als auch am unteren Rand fein gesägt. Der Kiemendeckel trägt drei Stacheln. Die Seitenlinie ist vollständig ausgebildet und verläuft in einem hohen Bogen vom oberen Bereich der Kiemendeckel bis knapp unterhalb der Rückenflosse bis auf die Mitte des Schwanzstiels. Die Rückenflosse ist durchgehend, zwischen hart- und weichstrahligem Abschnitt nicht eingebuchtet und wird von 9 kräftigen Stacheln und 12 oder 13 Weichstrahlen gestützt. Der von Hartstrahlen getragene Abschnitt ist länger als der weichstrahlige. Letzterer ist aber höher. Die Afterflosse ist kurz und hat drei Stacheln und 8 Weichstrahlen. Die weichstrahligen Abschnitte von Rücken- und Afterflosse sind abgerundet. Die Brustflossen sind asymmetrisch und am Ende zugespitzt. Sie werden von 13 bis 16 Flossenstrahlen gestützt. Der Stachel der Bauchflossen ist kräftig und hat eine gesägte Spitze. Die Anzahl der Branchiostegalstrahlen liegt bei sieben. Die letzten drei sind lanzettförmig, der letzte ist am breitesten. An der Innenseite der Speiseröhre befinden sich konische Ausstülpungen. Giganthias-Arten haben wenige Pylorusschläuche. Die Schwimmblase ist einfach gebaut. Die Anzahl der Wirbel liegt bei 24 (10 Rumpf- und 14 Schwanzwirbel), dazu kommt eine Hypuralia.

## Arten
Zur Gattung Giganthias gehören zwei Arten:
- Giganthias immaculatus Katayama, 1954, Typusart
- Giganthias serratospinosus White & Dharmadi, 2012